# Danh sách xung đột biên giới giữa Triều Tiên và Hàn Quốc
Chiến tranh Triều Tiên (1950-1953) chưa chính thức chấm dứt. Xung đột chính của cuộc chiến kết thúc với không phải một hiệp ước hòa bình mà chỉ là một hiệp ước đình chiến được ký ngày 27 tháng 7 năm 1953 giữa Hàn Quốc và Cộng hoà Dân chủ Nhân dân Triều Tiên. Kể từ đó, nhiều trận đánh tại biên giới, giao tranh lẻ tẻ, sự cố dân sự, gián điệp, âm mưu ám sát và hành động khủng bố đã xảy ra do Bắc Triều Tiên gây ra cho Hàn Quốc và Hoa Kỳ. Dưới đây là danh sách một số vụ vi phạm và giao tranh sau năm 1953.

## 21 tháng 1 năm 1968
Các toán biệt kích của Bắc Triều Tiên tiến hành một cuộc đột kích vào Nhà Xanh tại Seoul trong nỗ lực ám sát Tổng thống Park Chung-hee. Họ bị chặn chỉ cách đó 800 mét. Tất cả 32 người bị giết hoặc bị bắt giữ trong những ngày tiếp theo.

## 15 tháng 8 năm 1974
Đặc công Bắc Triều Tiên nổ súng vào Tổng thống Park Chung-hee trong một bài diễn văn. Viên đạn trượt nhưng lại giết chết vợ của tổng thống. Park tiếp tục bài diễn văn của mình.

## 9 tháng 10 năm 1983
Các đặc công Bắc Triều Tiên cho nổ một lối đi tại Myanmar ngay trước cuộc viếng thăm của Tổng thống Hàn Quốc Chun Doo-hwan được dự tính đến đây.

## 29 tháng 11 năm 1987
Tất cả 115 người trên máy bay thiệt mạng khi một quả bom do các đặc công Bắc Triều Tiên gài sẵn phát nổ trên một máy bay chở khách của Hàn Quốc.

## 17 tháng 9 năm 1996
Một tàu ngầm của Bắc Triều Tiên đổ lính biệt kích vào bờ biển Hàn Quốc, tiến hành một cuộc săn lùng quy mô lớn. 24 kẻ xâm nhập bị bắn chết, 11 người tự sát, 1 bị bắt và 1 mất tích.

## 15 tháng 6 năm 1999
Một cuộc giao tranh bùng phát dọc theo duyên hải có tranh chấp ở biển Hoàng Hải, đây là trận hải chiến đầu tiên kể từ khi chiến tranh Triều Tiên kết thúc. Một tàu Bắc Triều Tiên với ước tính 20 thủy thủ bị đánh chìm.

## 27 tháng 11 năm 2001
Vụ nổ súng qua bên kia qua biên giới lần đầu tiên giữa 2 bên. Quân đội Bắc Triều Tiên bắn vài phát vào một đồn biên phòng của Hàn Quốc và lính gác Hàn Quốc bắn trả lại.

## 22 tháng 12 năm 2001
Tàu tuần duyên của Lực lượng Phòng vệ Biển Nhật Bản đuổi theo một tàu bị nghi ngờ là gián điệp và đánh chìm nó. Thuyền viên của tàu do thám bắn vào các tàu Nhật, làm bị thương hai thủy thủ. Tất cả thủy thủ trên tàu do thám được báo cáo đã chết. Phía Nhật nghi ngờ chiếc tàu này thuộc về Bắc Triều Tiên.

## 29 tháng 6 năm 2002
Tàu hải quân Hàn Quốc và Bắc Triều Tiên chạm súng trong vòng 20 phút trong một cuộc đụng độ khác tại Hoàng Hải gần đảo Yeonpyeong khi một chiếc tàu khu trục Hàn Quốc bị đánh chìm, 6 thủy thủ thiệt mạng và 18 bị thương trong khi Seoul đang đồng tổ chức Cúp bóng đá thế giới. Bên phía Bắc Triều Tiên có 13 người thiệt mạng và một tàu bị chìm.

## Tháng 1 năm 2009
Bắc Triều Tiên và Hàn Quốc đều huy động lực lượng quân sự của mình để đáp lại mối đe dọa bằng lời nói và mối giả mạo liên quan đến tuyên bố của Bắc Triều Tiên rằng mình đã "vũ khí hóa" plutoni trong đầu đạn hạt nhân.

## 29 tháng 7 năm 2009
Lực lượng hải quân Bắc Triều Tiên bắt giữ một tàu đánh cá Hàn Quốc vào sáng sớm sau khi chiếc tàu vô tình đi lạc vào vùng biển Bắc Triều Tiên. Chính quyền Hàn Quốc yêu cầu chế độ Bình Nhưỡng phóng thích tàu đánh bắt cá và trả lại 4 thủy thủ đoàn. Chiếc tàu bị bắt giữ có trọng tải 29 tấn và mang tên hiệu "800 Yeonan". Phía Hàn Quốc tuyên bố con tàu lạc vào vùng biển của Bắc Triều Tiên do hệ thống định vị vệ tinh bị hỏng.

## 10 tháng 11 năm 2009
Hải quân hai bên khai hỏa gần duyên hải Hoàng Hải có tranh chấp khi một tàu hải quân của Bắc Triều Tiên tiến vào vùng lãnh hải Hàn Quốc và không chịu trở về, hải quân Hàn Quốc sau đó nổ súng bắn. Chiếc tàu của Bắc Triều Tiên bị phá hủy một phần và xoay xở thoát trở lại. Hải quân Hàn Quốc không có tổn thất. Cuộc xâm nhập của hải quân Bắc Triều Tiên diễn ra chỉ vài ngày trước khi Tổng thống Hoa Kỳ Barack Obama đến thăm Đông Á.

## 23 tháng 11 năm 2010
Pháo binh Bắc Triều Tiên nã pháo vào đảo Yeonpyeong của Hàn Quốc, làm 2 lính thủy thiệt mạng và hơn 10 dân thường bị thương.